# Pematang Ibul
Pematang Ibul is een bestuurslaag in het regentschap Rokan Hilir van de provincie Riau, Indonesië. Pematang Ibul telt 4408 inwoners (volkstelling 2010).